# Paul McCartney's Standing Stone
Albums de Paul McCartney
Flaming Pie
(1997) Run Devil Run
(1999)
Albums de musique classique de Paul McCartney
Paul McCartney's Liverpool Oratorio
(1991) Working Classical
(1999)
Standing Stone est le deuxième album classique de Paul McCartney, paru en 1997. Là où le premier opus, Paul McCartney's Liverpool Oratorio, avait été composé avec l'aide du chef d'orchestre Carl Davis, celui-ci est écrit par le seul McCartney. Le musicien ne sachant pas écrire la musique, il compose à l'aide d'ordinateurs dont il découvre l'utilité en musique.
Cette œuvre commandée par EMI pour fêter ses cent ans est enregistrée en deux jours dans les studios Abbey Road par l'orchestre symphonique de Londres, puis représentée au Royal Albert Hall en octobre 1997, où elle connaît un grand succès.
La critique se montre assez mitigée, notamment de la part des spécialistes du classique qui lui reprochent sa naïveté. Il se vend cependant bien et atteint la tête des ventes de classique aux États-Unis.

## Liste des titres
Mouvement I : After Heavy Light Years
1. Fire/Rain
2. Cell Growth
3. Human' Theme

Mouvement II : He Awoke Startled
1. Meditation
2. Crystal Ship
3. Sea Voyage
4. Lost At Sea
5. Release

Mouvement III : Subtle Colours Merged Soft Contours
1. Safe Heaven/Standing Stone
2. Peaceful Moment
3. Messenger
4. Lament
5. Trance
6. Eclipse

Mouvement IV : Strings Pluck, Horns Blow, Drums Beat
1. Glory Tales
2. Fugal Celebration
3. Rustic Dance
4. Love Duet
5. Celebration